# Ottlyk Ernő
D. dr. Ottlyk Ernő (Miskolc, 1918. január 9. ─ Budapest, 1995. május 15.) evangélikus lelkész, teológiai és egyháztörténeti tanár, 1967─1982 között az Északi Egyházkerület püspöke.
1958 végétől „Szamosi (László)” fedőnéven állambiztonsági ügynök.

## Élete
Miskolcon, 1918 elején született egy jómódú evangélikus család gyermekeként. A városban érettségizett, majd a soproni Evangélikus Hittudományi Karon tanult. Debrecenben szerzett jogi, bölcsészeti és teológiai doktorátust és Sopronban a keresztyén neveléstudomány területén. Később a németországi hallei és a szlovákiai pozsonyi teológia is kitüntette díszdoktorátussal.
1940-ben Túróczy Zoltán püspök szentelte fel evangélikus lelkésszé. Több gyülekezetben végzett segédlelkészi szolgálatot.
1943 és 1950 között Egerben, Arnótban és Sajókazán dolgozott parókusként.
Ezután Sopronba, majd Budapestre került teológiai tanárként. 1959-ben megválasztották a Teológiai Akadémia egyháztörténeti tanszéke professzorának, majd 1967 nyarán az Északi Evangélikus Egyházkerület püspöke lett. Utóbbi tisztséget 1982 nyaráig viselte, majd nyugdíjba vonult.
Két ízben töltötte be Ökumenikus Tanács főtitkári tisztét.
Egy ideig a Theologiai Szemle főszerkesztője és 1959–1967 között a Lelkipásztor című egyházi folyóiratot is szerkesztette.
Részt vett a Keresztyén Békekonferencia, az Európai Egyházak Konferenciája, a Lutheránus Világszövetség és az Egyházak Világtanácsa munkájában.

## Magánélete
1942-ben kötött házasságot Lengyel Piroskával, aki tanárnő volt. Gyermekük, Márta az egyház lelkésze lett.

## Az állambiztonsági kapcsolata
Az Állambiztonsági Szolgálatok Történeti Levéltárában a jelentései az alábbi dossziéban kutathatók: M─32404, amely 1800 oldalt tartalmaz.
Az egyházak közül eddig csak az Magyarországi Evangélikus Egyház nézett szembe a múltjával.  2005-ben elkezdte a működését az egyházvezetőinek, lelkészeinek állambiztonsági érintettségét kutató tényfeltáró bizottság. Ezt követően Mirák Katalin szerkesztésében megjelent 2014 és 2020 között a Háló I-II-III. kötete. 
Állambiztonsági kapcsolatait a Háló II. tárta fel.   Lényeges különbség volt a két püspök állambiztonsági tevékenységében és jellemében, bár mindketten kiszolgálták és végrehajtották az MSZMP vezetésének és az Állami Egyházügyi Hivatal kéréseit és utasításait, Káldy Zoltán („Pécsi”) igyekezett az evangélikus egyház lehetőségeit tágítani, Ottlyk Ernő („Szamosi”) viszont rombolta az egyház lehetőségeit, rosszindulatú és alattomos tevékenysége valamint az, hogy visszaélt mások bizalmával, nagyobb károkat okozott mint Káldy Zoltán. 

## Főbb művei
- A pedagógus Luther; Wiko, Kassa, 1942
- Az egyház története. Evangélikus vallástanítási tankönyv az általános iskola 5-6. oszt. számára; Evangélikus Egyetemes Sajtóosztály, Bp., 1959
- Istenszeretet, emberszeretet; Evangélikus Egyetemes Sajtóosztály, Bp., 1962
- Hűség Istenhez és népünkhöz egyházunk történelmében; Evangélikus Egyetemes Sajtóosztály, Bp., 1965
- A diakóniai teológia elágaztatása. Püspöki jelentés; in: Tovább a diakónia útján; Magyar Evangélikus Egyház Sajtóosztálya, Bp., 1975
- Az evangélikus egyház útja a szocializmusban; Magyar Evangélikus Egyház Sajtóosztálya, Bp., 1976 (németül is megjelent 1982-ben)
- Az egyház története; Magyarországi Evangélikus Egyház, Bp., 1979
- Luther élete és műve. Gyülekezeti használatra; Magyarországi Evangélikus Egyház Sajtóosztálya, Bp., 1983